# Hợp tác Nam-Nam
Hợp tác Nam-Nam là một thuật ngữ được các học giả và các nhà hoạch định chính sách sử dụng trong lịch sử để mô tả việc trao đổi tài nguyên, kỹ thuật và tri thức giữa các nước đang phát triển, còn được biết đến là các nước ở Nam bán cầu.

## Lịch sử
Vào năm 1978, Hoa Kỳ đã thành lập Đơn vị hợp tác Nam-Nam để thông qua đó thúc đẩy hợp tác và thương mại Nam-Nam.
Tuy nhiên, sáng kiến về Hợp tác Nam-Nam chỉ bắt đầu tác động đến lĩnh vực phát triển vào cuối thập niên 1990. Do sự phân bố địa lý mà ngày nay sự hợp tác này được biết đến như là Hợp tác Châu Phi-Nam Mỹ (South America-Africa ASA).
Hợp tác ASA đã tổ chức thành công 2 hội nghị thượng đỉnh. Hội nghị đầu tiên tổ chức ở Abuja, Nigeria năm 2006 với sự tham dự của 53 đại biểu đến từ châu Phi và 12 đại biểu đến từ Nam Mỹ. Hội nghị thứ hai và cũng là hội nghị gần đây nhất đã diễn ra và tháng 9 năm 2009 tại đảo Margarita, Venezuela có sự góp mặt của 49 nguyên thủ quốc gia châu Phi và 12 nguyên thủ quốc gia Nam Mỹ.
Hợp tác Nam-Nam đã thành công trong việc tăng cường quyền tự chủ trong các chương trình viện trợ của các nước phát triển và tạo ra thay đổi trong cán cân quyền lực quốc tế.